# 雄狮少年2
《雄狮少年2》（英語：I Am What I Am 2）是一部由孙海鹏编剧执导的中国大陆动画电影，为2021年作品《雄狮少年》的续集，2024年12月14日在中国大陆正式上映。

## 剧情
主角阿娟為了賺錢為父親醫病，來到上海打工。在一次偶然的機會下，他結識了「求真拳館」的館長女兒小雨與師兄兼教練張瓦特，並答應代表拳館參加「上海格鬥之夜」武術比賽以贏取獎金。在張瓦特的嚴格訓練下，阿娟的武術技藝迅速提升。他在比賽中過關斬將，逐一擊敗強敵，最後更打敗了以石膏粉作弊的大反派肖張揚。這場比賽不僅是技術的較量，更是他對抗偏見、社會不公與自我懷疑的旅程。最後證明了草根少年也能在城市叢林中綻放光芒。

## 角色
| 角色             | 配音員 | 介紹 |
| 阿娟（劉家娟）   | 李昕   | 男主角，到上海打工以賺錢為父醫病。                                                                         |
| 阿猫（劉福軍）   | 陈业雄 | 美食攤主，阿娟的好友。                                                                                     |
| 阿狗（劉志雄）   | 郭皓   | 鼓手，阿娟的好友。                                                                                         |
| 小雨（王朝雨）   | 蔡欣然 | 求真拳館館主的女兒，為挽救拳館不遣餘力。                                                                   |
| 张瓦特           | 王一郎 | 求真拳館館主的大弟子，現為求真拳館教练。早期因和肖張揚比賽而打傷了眼睛。                                   |
| 金木阳           | 张杰   | 金鑫俱乐部老板。資本家，格鬥擂台就是一場吸金的秀。為了繼續擴張自己的版圖無所不用其極。                     |
| 肖張揚           | 郭皓   | 金鑫俱乐部的首席拳擊手，實力強勁，早期拆了許多傳統武館的招牌。但是阿娟他們好像發現了這人百戰百勝的秘密...? |
| 咸魚強（謝國強） | 李盟   | |

## 制作

### 创作背景
《雄狮少年》上映期间，导演孙海鹏和制片人张苗的规划里有不少“少年计划”，但唯独没有《雄狮少年2》。《雄狮少年》宣传周期结束后，孙海鹏回到广州，同团队伙伴开始新一轮的创作。期间大家开始了各种企划，过程中网友对阿娟故事的期待，也让孙海鹏和团队有了“要不试试看阿娟后续的故事”的想法。不管是外界的支持，还是内部对于阿娟的特殊情感，都助推了项目开发。半年后，团队就明确下一部作品是《雄狮少年2》。孙海鹏认为舞狮和传统武术是密不可分的，但在前作没有更多空间去呈现传统武术，所以决定在第二部把这个重要元素放进去。

### 配乐
《雄狮少年2》并没有推翻第一部的动机和主题，反而大量复用和变奏了《雄狮少年1》中已有的素材，以此建立整个系列统一的音乐语言。为了表现阿娟在这一部中成长得更加立体的层次感，‘4236’这个动机在第二部中被赋予了多种变奏：有时候代表希望，有时候传达绝望、力量或愤怒。这个动机像一条线索，贯穿在整部配乐的各个声部中，推动着观众去感受阿娟内心的起伏。

## 歌曲
2024年12月6日发布主题曲MV《无名的人》，唐恬作词，钱雷作曲，张韶涵演唱。

## 发行
2024年6月26日，发布概念海报；12月2日，发布定档海报；12月7日到8日，第一轮点映；12月9日至13日，第二轮点映。
中国大陆获得8320万元人民币。